# Habiba Djahnine
Habiba Djahnine (ALA-LC: Habibat Dijnin (en árabe: حبيبة دجاهنين‎)‎; 1968) es una productora, y directora de cine argelina, particularmente de documentales, curadora de festivales de cine internacional, escritora, ensayista y feminista.

## Biografía
Djahnine es originaria de Tizi Ouzou. En los años 1990, fue una prominente feminista de su país. Su hermana, también una fuerte activista feminista, y hasta 1995 presidenta de Thighri N'tmettouth (Mujeres en Protesta); siendo asesinada por fundamentalistas islámicos el 15 de febrero de 1995, durante la guerra civil argelina (1991–2002).
La guerra civil dividió a las feministas, en partidarios del  ejército argelino, y por otro lado aquellos opuestos a la crueldad del poder central. En la segunda década del siglo XXI, respondió que ya no era una activista, mas fuertemente, todavía se considera feminista. Mientras tanto, ella tiene una postura crítica ante el desarrollo del movimiento feminista en días anteriores, que intenta atrapar en sus películas con frecuencia.
Después de la guerra civil, muchas feministas cambiaron su enfoque a la cultura. Como lo hizo Djahnine, quien fue cofundadora de la Asociación Kaïna Cinéma, y en 2007 de la Asociación Cinéma et Mémoire. Junto a eso publicó el volumen de poesía  Outre-Mort  ( Más allá de la muerte ), escribió artículos de humor para revistas francesas y argelinas y escribió una serie de cuentos.
Desde 2003, Djahnine es consultora y comisaria artística, de varios festivales internacionales de cine, como "Rencontres Cinématographiques" de Béjaïa, donde anualmente se presentan de cincuenta a sesenta nuevas películas. Ofrece espacio a la industria del cine para el debate, la creación de redes y el intercambio de conocimientos. Junto a este festival, organizó otras iniciativas como Arab Shorts para el alemán Goethe-Institut.
En 2006, Djahnine retornó a Argelia, donde recordó la muerte de su hermana y la situación política de aquellos momentos. Una pregunta que la estaba ocupando era -"¿Por qué era imposible el diálogo?" Esa pregunta fue un tema importante en su documental "Lettre à ma soeur" ("Carta a mi hermana") que emitió un año; y, más tarde, al igual que sus otras producciones, también se emitió fuera de Argelia. En Lettre à ma soeur intenta refutar de que la violencia sea una solución a las disputas sociales. Sus documentales revelan facetas reales de Argelia, su historia y las consecuencias de la misma en su sociedad.
Con su propio taller,  Béjaïa Doc , ofrece educación cinematográfica a jóvenes argelinos con atención a todas las facetas de la profesión, como la historia del cine, la producción, la distribución y el guion de películas. Todos los estudiantes deben completar una película sobre la vida en su propia comunidad.

## Obra

### Filmografía
Selección limitada de sus películas es la siguiente:
- 2006: Lettre à ma soeur (Carta a mi Hermana)
- 2008: Autrement Citoyens (De lo contrario, ciudadanos)
- 2010: Retour à la montagne (Retorno a la Montaña)
- 2011: Avant de franchir la ligne d'horizon (Antes de cruzar la línea del horizonte)

### Algunas publicaciones
- Habiba Djahnine (2015).  Doucey éditions, ed. Fragments de la maison. Autre langue [Fragmentos de la casa. Otra lengua] (en francés). p. 64. ISBN 9782362290817.

## Honores
- 2012: honrada con el Premio Príncipe Claus por su parte en revivir el cine argelino y por "crear documentales sensibles, desafiantes y perspicaces sobre las realidades contemporáneas."[4]